# Catedral de Apatzingán
La Catedral de Nuestra Señora de la Asunción de la ciudad de Apatzingán, Michoacán, México es un edificio de corte modernista y es la sede de la diócesis de Apatzingán. Fue construido en la segunda mitad del siglo XX.

## Historia
Anterior al actual edificio, existía otro de sencillas proporciones, posiblemente levantado en el siglo XVI. El antiguo edificio, de adobe y piedra, constaba de una sola nave que soportaba un techo de dos aguas cubierto por teja. La portada, muy sencilla, se componía por un arco de medio punto, rematado por una cornisa y una pequeña ventana en el coro. Del lado derecho, se levantaba la torre campanario, de tres cuerpos y cupulín, la cual contaba con un reloj.
A comienzos de la segunda mitad del siglo XX, y con el crecimiento de la ciudad y la necesidad de contar con un mayor espacio para la feligresía, se decidió demoler la anterior construcción para levantar una nueva obra que estuviera acorde con el ideal de progreso que predominaba en la región. Se decidió construirla en estilo modernista que estaba en boga en aquel entonces.
El nuevo edificio fue elevado al rango de catedral el 24 de julio de 1962 con la creación de la Diócesis de Apatzingán.

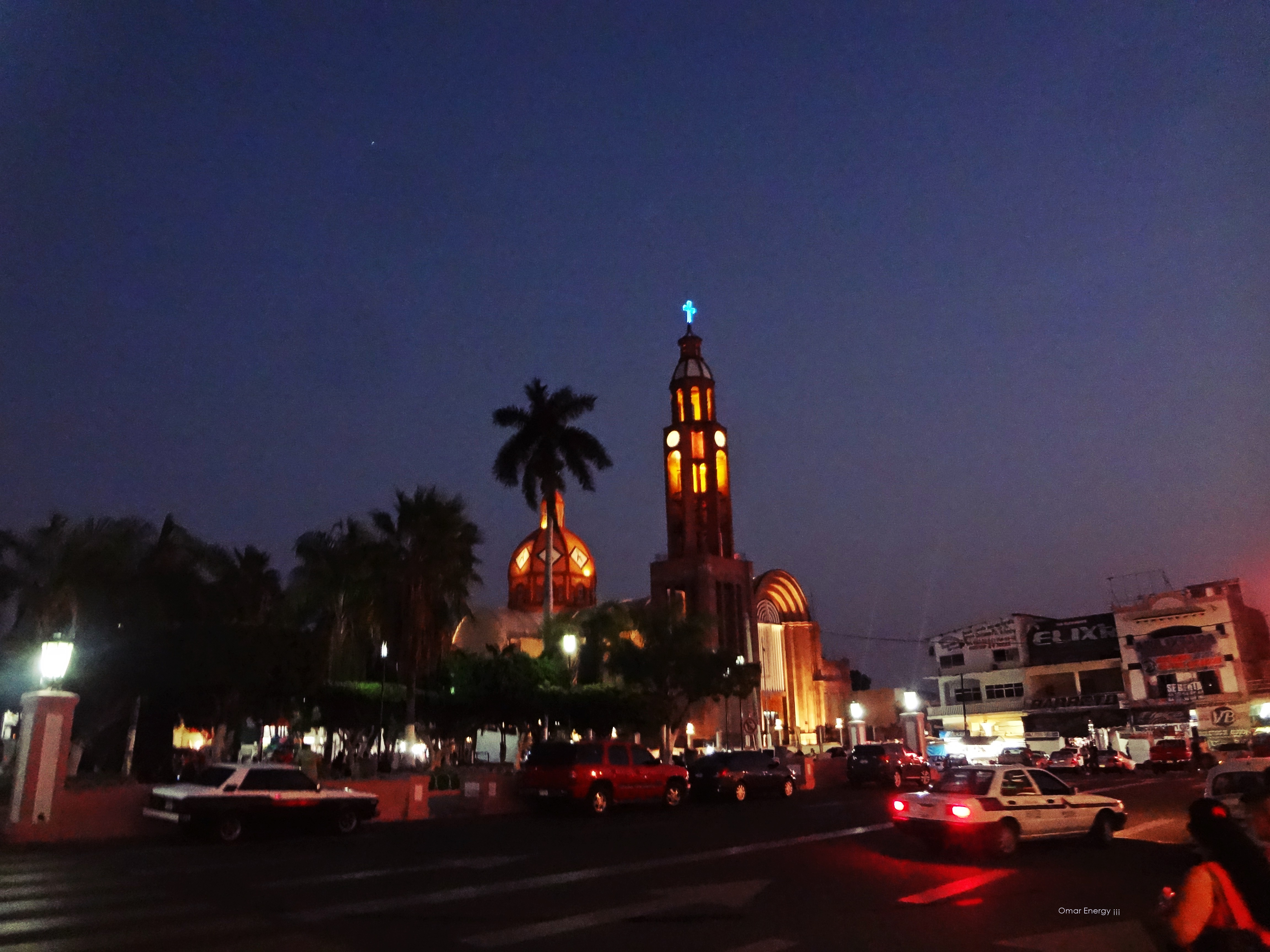
Catedral de Apatzingán

## Edificio
La planta del edificio es de tipo basílical, de tres naves, la principal de mayor altura que las laterales. Presenta un crucero que sostiene la cúpula, de forma octogonal y gajonada, que está coronada por una linternilla.
La portada del templo es muy sencilla y se compone de un enorme arco en derrame, de líneas austeras y el cual encierra la enorme ventana arqueda, por cuyos orificios entra luz al templo. Este ventanal sirve de soporte a una cruz. Cuenta con una sola puerta de acceso principal.
El edificio posee una sola torre a su lado derecho, la cual consta de tres cuerpos y está rematada por un cupulín, que sirve de base a una linternilla que soporta una cruz de hierro. El segundo cuerpo alberga un reloj. El edificio cuenta con iluminación nocturna.
El interior es austero y cuenta con pequeños retablos. El retablo principal está trabajado en madera. (Actualmente se adornó con cantera rosa el interior de la catedral)